# Dilophus insolitus
Dilophus insolitus är en tvåvingeart som beskrevs av Frederick Wollaston Hutton 1902. Dilophus insolitus ingår i släktet Dilophus och familjen hårmyggor. Inga underarter finns listade i Catalogue of Life.